# (5740) Toutoumi
(5740) Toutoumi es un asteroide perteneciente al cinturón de asteroides descubierto el 29 de noviembre de 1989 por Yoshiaki Oshima desde el Observatorio Gekko, Kannami, Japón.

## Designación y nombre
Designado provisionalmente como 1989 WM3. Fue nombrado Toutoumi en homenaje al lugar donde se ubica el Colegio Astrogeológico Nakano-Gakuen, ubicado en la parte occidental de la prefectura de Shizuoka. Varios de sus graduados han trabajado en los observatorios pertenecientes a la Fundación Internacional para la Armonía Cultural.

## Características orbitales
Toutoumi está situado a una distancia media del Sol de 2,627 ua, pudiendo alejarse hasta 3,131 ua y acercarse hasta 2,123 ua. Su excentricidad es 0,191 y la inclinación orbital 13,55 grados. Emplea 1555,73 días en completar una órbita alrededor del Sol.

## Características físicas
La magnitud absoluta de Toutoumi es 12,6. Tiene 8,856 km de diámetro y su albedo se estima en 0,191. 